# 深水侏鰩
深水侏鰩（學名：Fenestraja plutonia），為軟骨魚綱鰩目吞鰩科侏鰩屬的一種，分布於中西大西洋美國北卡羅萊納州到墨西哥灣海域，深度290至750公尺，本魚體盤呈心形，鈍吻部、眼睛周圍、胸鰭和長尾巴兩側有細齒，尾部和椎間盤前部的刺較大且較明顯，體盤上表面顏色為淡黃棕色至深灰棕色、紫棕色或鼠灰色，下表面黃白色，尾部有數條深色條紋，體長可達25.3公分，棲息在深海海域，為底棲性魚類，屬肉食性，卵生，生活習性不明。